# Thecocarcelia hirtmacula
Thecocarcelia hirtmacula là một loài ruồi trong họ Tachinidae.